# Oryzaephilus breuningi
Oryzaephilus breuningi es una especie de coleóptero de la familia Silvanidae.

## Distribución geográfica
Habita en Mauritania y Madagascar.